# Zviad Chandžaliašvili
Zviad Chandžaliašvili (gruzínsky ზვიად ხანჯალიაშვილი), (* 5. ledna 1983) je reprezentant Gruzie v judu.
Tento Gruzínec má spíše postavu basketbalisty pivota než wrestlera. Výška přes 210cm a váha kolem 180kg jsou totiž v judu spíše překážkou než výhodou. Důvodem je technická neohrabanost a pomalost. Proti menším a hbitějším judistům, kteří umí soupeře chytit a hodit nemají mnoho co nabídnout. Gruzie má takového judistu k dispozici prakticky každou generaci a tak giganti jako Chandžaliašvili často nedostávají tolik příležitostí k reprezentování na velkém podniku, na olympijských hrách nevyjímaje. U něho to konkrétně byl Laša Gudžedžiani, později Adam Okurašvili a Levan Matiašvili.

## Výsledky
| Turnaj                               | 2000 | 2001 | 2002 | 2003 | 2004 | 2005 | 2006 | 2007 | 2008 | 2009 | 2010 | 2011 | 2012 |
| ------------------------------------ | ---- | ---- | ---- | ---- | ---- | ---- | ---- | ---- | ---- | ---- | ---- | ---- | ---- |
| Mistrovství světa + bez rozdílu vah  | -    | dns  | -    | úč.  | -    | dns  | -    | dns  | -    | úč.  | dns  | úč.  | -    |
| Mistrovství světa + bez rozdílu vah  | -    | dns  | -    | dns  | -    | dns  | -    | úč.  | úč.  | -    | dns  | dns  | -    |
| Mistrovství Evropy + bez rozdílu vah | dns  | dns  | dns  | úč.  | dns  | dns  | 3.   | dns  | dns  | dns  | 5.   | 5.   | úč.  |
| Mistrovství Evropy + bez rozdílu vah | dns  | dns  | dns  | dns  | dns  | dns  | úč.  | úč.  | -    | -    | -    | -    | -    |
| MS juniorů                           | úč.  | -    | dns  | -    | -    | -    | -    | -    | -    | -    | -    | -    | -    |
| ME juniorů                           | dns  | dns  | 1.   | -    | -    | -    | -    | -    | -    | -    | -    | -    | -    |